# Seznam medailistů na mistrovství Československa a Česka mužů v chůzi na 50 km

### Muži
| Rok          | Místo             | Zlato              | Výkon           | Stříbro            | Bronz              |
| ------------ | ----------------- | ------------------ | --------------- | ------------------ | ------------------ |
| MR ČSR 1945  | Praha – Poděbrady | Otakar Buhl        | 4:56:03,0       | Josef Buhl         | Karel Vágner       |
| MR ČSR 1946  | Praha – Poděbrady | Josef Doležal      | 4:23:40,0       | Otakar Buhl        | Josef Buhl         |
| MR ČSR 1947  | Praha – Poděbrady | Josef Doležal      | 4:41:37,0       | Josef Buhl         | Václav Černý       |
| MR ČSR 1948  | Praha – Poděbrady | Otakar Buhl        | 4:36:35,0       | Jaroslav Kučera    | František Princ    |
| MR ČSR 1949  | Praha – Poděbrady | Josef Doležal      | 4:31:47,6       | Otakar Buhl        | Oldřich Smažil     |
| MR ČSR 1950  | Praha – Poděbrady | Josef Doležal      | 4:28:25,6       | Otakar Buhl        | František Princ    |
| MR ČSR 1951  | Praha – Poděbrady | Josef Doležal      | 4:38:37,4       | Otakar Buhl        | Bohumil Cikán      |
| MR ČSR 1952  | Praha – Poděbrady | Josef Doležal      | 4:23:13,4       | František Princ    | František Jirásek  |
| MR ČSR 1953  | Praha – Poděbrady | Josef Doležal      | 4:36:50,6       | Vlastimil Kraus    | Václav Platil      |
| MR ČSR 1954  | Praha – Poděbrady | Josef Doležal      | 4:16:05,8       | Svatopluk Sýkora   | Vratislav Dubjak   |
| MR ČSR 1955  | Praha – Poděbrady | Josef Doležal      | 4:23:05,8       | Svatopluk Sýkora   | Ladislav Moc       |
| MR ČSR 1956  | Praha – Poděbrady | Josef Doležal      | 4:15:34,6       | Milan Skřont       | Ladislav Moc       |
| MR ČSR 1957  | Praha – Poděbrady | Ladislav Moc       | 4:12:18,2       | Josef Doležal      | Svatopluk Sýkora   |
| MR ČSR 1958  | Praha – Poděbrady | Svatopluk Sýkora   | 4:24:59,4       | Josef Doležal      | Ladislav Moc       |
| MR ČSR 1959  | Praha – Poděbrady | Ladislav Moc       | 4:18:24,8       | Svatopluk Sýkora   | Josef Doležal      |
| MR ČSSR 1960 | Praha – Poděbrady | Josef Doležal      | 4:30:03.6       | Svatopluk Sýkora   | Oldřich Stránský   |
| MR ČSSR 1961 | Praha – Poděbrady | Ladislav Moc       | 4:18:23.2       | Josef Doležal      | Oldřich Stránský   |
| MR ČSSR 1962 | Praha – Poděbrady | Ladislav Moc       | 4:27:34.0       | Oldřich Stránský   | Josef Doležal      |
| MR ČSSR 1963 | Praha – Poděbrady | Ladislav Moc       | 4:46:16.6       | Jan Brandejský     | Karel Krýže        |
| MR ČSSR 1964 | Praha – Poděbrady | Ladislav Moc       | 4:24:38.6       | Josef Doležal      | Milan Závadský     |
| MR ČSSR 1965 | Praha – Poděbrady | Oldřich Stránský   | 4:36:32.4       | Ladislav Moc       | Josef Doležal      |
| MR ČSSR 1966 | Praha – Poděbrady | Oldřich Stránský   | 4:29:11.2       | Milan Gnoth        | Václav Dostalík    |
| MR ČSSR 1967 | Praha – Poděbrady | Vladimír Pařízek   | 4:25:20.6       | Milan Závadský     | Oldřich Stránský   |
| MR ČSSR 1968 | Praha – Poděbrady | Alexander Bílek    | 4:21:14.8       | Vilém Švajda       | Harald Putz        |
| MR ČSSR 1969 | Praha – Poděbrady | Alexander Bílek    | 4:20:00.6       | Vladimír Pařízek   | Juraj Benčík       |
| MR ČSSR 1970 | Praha – Poděbrady | Juraj Benčík       | 4:31:19.0       | Josef Macek        | Harald Putz        |
| MR ČSSR 1971 | Praha – Poděbrady | Alexander Bílek    | 4:23:36.0       | Josef Macek        | Vladimír Kánský    |
| MR ČSSR 1972 | Praha – Poděbrady | Juraj Benčík       | 4:38:37.0       | Josef Macek        | Miroslav Kirinovič |
| MR ČSSR 1973 | Praha – Poděbrady | František Bíro     | 4:27:02.6       | Evžen Zedník       | Václav Dostalík    |
| MR ČSSR 1974 | Praha – Poděbrady | Milan Bartoš       | 4:14:20.2       | František Bíro     | Ján Dzurňák        |
| MR ČSSR 1975 | Praha – Poděbrady | Jaroslav Pták      | 4:26:16.6       | Václav Fait        | Ján Dzurňák        |
| MR ČSSR 1976 | Přerov            | Ján Dzurňák        | 4:12:25.0       | František Bíro     | Václav Fajt        |
| MR ČSSR 1977 | Přerov            | Josef Macek        | 4:15:02.4       | František Bíro     | Juraj Benčík       |
| MR ČSSR 1978 | Praha             | Ladislav Vitéz     | 4:06:00.2       | Jaromír Vaňous     | Ján Dzurňák        |
| MR ČSSR 1979 | Praha – Poděbrady | Jaromír Vaňous     | 4:02:53         | Ján Dzurňák        | Pavol Blažek       |
| MR ČSSR 1980 | Přerov            | Lubomír Mackanič   | 4:08:20.0       | Vladimír Podroužek | František Bíro     |
| MR ČSSR 1981 | Praha – Poděbrady | Luboš Mackanič     | 3:59:58         | Pavol Játi         | Vladimír Podroužek |
| MR ČSSR 1982 | Praha – Poděbrady | Vladimír Podroužek | 4:07:29         | Miroslav Svoboda   | Pavol Szikora      |
| MR ČSSR 1983 | Praha – Poděbrady | Pavol Szikora      | 3:56:14         | Pavol Blažek       | Jaroslav Makovec   |
| MR ČSSR 1984 | Praha – Poděbrady | Jozef Hudák        | 4:00:51         | Ivo Piták          | Pavol Játi         |
| MR ČSSR 1985 | Praha – Poděbrady | Pavol Szikora      | 3:54:58         | Jaroslav Makovec   | Jozef Hudák        |
| MR ČSSR 1986 | Praha – Poděbrady | Pavol Szikora      | 3:49:00         | Pavol Játi         | Jozef Hudák        |
| MR ČSSR 1987 | Praha – Poděbrady | Jozef Hudák        | 4:01:00         | Jaroslav Makovec   | Hubert Sonnek      |
| MR ČSSR 1988 | Praha – Poděbrady | Pavol Szikora      | 3:46:52 Rek. MR | Pavol Blažek       | Jaroslav Makovec   |
| MR ČSSR 1989 | Praha – Poděbrady | Hubert Sonnek      | 3:59:58         | Jaroslav Makovec   | Pavol Blažek       |
| MR ČSFR 1990 | Praha – Poděbrady | Pavol Szikora      | 3:55:04         | Štefan Malík       | Jozef Hudák        |
| MR ČSFR 1991 | Dudince           | Pavol Szikora      | 3:49:27         | Jaroslav Makovec   | Štefan Malík       |
| MR ČSFR 1992 | Poděbrady         | Štefan Malík       | 4:06:25         | Jaroslav Makovec   | Hubert Sonnek      |
| MR ČR 1993   | Přerov            | Miloš Holuša       | 3:59:48         | Hubert Sonnek      | Roman Bílek        |
| MR ČR 1994   | Poděbrady         | Roman Bílek        | 4:01:45         | Miloš Holuša       | Jaroslav Makovec   |
| MR ČR 1995   | Poděbrady         | Hubert Sonnek      | 3:56:57         | Miloš Holuša       | Jaroslav Makovec   |
| MR ČR 1996   | Poděbrady         | Hubert Sonnek      | 4:13:19         | Roman Bílek        | Jiří Mašita        |
| MR ČR 1997   | Rumburk           | Hubert Sonnek      | 4:12:58         | Jiří Mašita        | Miloš Holuša       |
| MR ČR 1998   | Poděbrady         | Jaroslav Makovec   | 4:18:22         | František Kmenta   | Miloš Dušek        |
| MR ČR 1999   | Přerov            | Hubert Sonnek      | 4:07:29         | František Kmenta   | Miloš Dušek        |
| MR ČR 2000   | Poděbrady         | Miloš Holuša       | 4:06:49         | Jiří Šorm          | Jiří Mašita        |
| MR ČR 2001   | Poděbrady         | František Kmenta   | 4:08:22         | Jiří Šorm          | Miloš Dušek        |
| MR ČR 2002   | Poděbrady         | Jiří Šorm          | 4:17:07         | Tomáš Hlavenka     | Zdeněk Simon       |
| MR ČR 2003   | Přerov            | Miloš Holuša       | 4:04:40         | Jiří Mašita        | David Šnajdr       |
| MR ČR 2004   | Přerov            | Jiří Malysa        | 4:24:51         | Milan Švehla       | František Párys    |
| MR ČR 2005   | Přerov            | David Šnajdr       | 4:40:52         | Milan Švehla       | Rostislav Kovář    |
| MR ČR 2006   | Přerov            | Rudolf Cogan       | 4:53:28         | Milan Švehla       | Stanislav Albrecht |
| MR ČR 2007   | Dudince (SVK)     | Miloš Holuša       | 4:15:40         | Roman Bílek        | Antonín Kozelka    |
| MR ČR 2008   | Dudince (SVK)     | Roman Bílek        | 3:58:42         | David Šnajdr       | Lukáš Pazdera      |
| MR ČR 2009   | Dudince (SVK)     | Roman Bílek        | 4:18:56         | Antonín Kozelka    | Zdeněk Simon       |
| MR ČR 2010   | Dudince (SVK)     | Jakub Zajíc        | 4:31:28         | David Herber       | Antonín Kozelka    |
| MR ČR 2011   | Dudince (SVK)     | Jakub Zajíc        | 4:33:57         | Lukáš Gdula        | Jiří Žák           |
| MR ČR 2012   | Dudince (SVK)     | Lukáš Gdula        | 4:14:56         | Karel Ketner       | Antonín Kozelka    |
| MR ČR 2013   | Dudince (SVK)     | Lukáš Gdula        | 4:12:55         | Jakub Zajíc        | Antonín Kozelka    |
| MR ČR 2014   | Dudince (SVK)     | Lukáš Gdula        | 4:01:52         | Pavel Schrom       | Ondřej Motl        |
| MR ČR 2015   | Dudince (SVK)     | Lukáš Gdula        | 3:59:03         | Pavel Schrom       | Ondřej Motl        |
| MR ČR 2016   | Dudince (SVK)     | Lukáš Gdula        | 3:54:29         | Pavel Schrom       | Ondřej Motl        |
| MR ČR 2017   | Dudince (SVK)     | Tomáš Hlavenka     | 4:37:16         | xxx                | xxx                |
| MR ČR 2018   | nekonalo se       |                    |                 |                    |                    |
| MR ČR 2019   | Dudince (SVK)     | Lukáš Gdula        | 3:59:33         | Tomáš Hlavenka     | Vít Hlaváč         |
| MR ČR 2020   |                   |                    |                 |                    |                    |
| MR ČR 2021   | Dudince (SVK)     | Vít Hlaváč         | 3:52:54         | Lukáš Gdula        | Martin Nedvídek    |

- Ukončeno